# Eddie Miles
Edward Miles, Jr. (ur. 5 lipca 1940 w North Little Rock) – amerykański koszykarz, występujący na pozycjach obrońcy oraz skrzydłwego, uczestnik meczu gwiazd NBA.

## Osiągnięcia
NCAA
- Zaliczony do[1]:
  - II składu All-American (1963 przez NEA)
  - III składu All-American (1963 przez AP, UPI)

NBA
- 2-krotny finalista NBA (1971, 1972)[2]
- Uczestnik meczu gwiazd NBA (1966)[3]